# Américo Durão
Américo de Oliveira Durão (* 28. Oktober 1894 in Couço; † 1969 in Lissabon) war ein portugiesischer Lyriker und Dramatiker.

## Leben
Durão besuchte das Lyzeum in Leiria, woher die Familie mütterlicherseits stammte, und studierte Rechtswissenschaften an der Universität Lissabon. Er war Lehrer an den Escolas Primárias Superiores, Konsul in Bilbao und Triest und Leiter des Sekretariats der Câmara Municipal von Guimarães. Später war er bei der Câmara Municipal von Lissabon Leiter der Abteilung für Werbung und Tourismus.
1914 veröffentlichte er sein erstes Buch Penumbras und noch als Student 1921 den Band Tântalo, mit dem er seinen Ruf als Dichter begründete. Sein Werk Ave de Rapina gilt als eines der besten ländlichen Dramen des portugiesischen Theaters.
Er ist Entdecker der Lyrikerin Florbela Espanca, mit der er seit der gemeinsamen Studienzeit eng befreundet war.